# Split Lake
Split Lake – jezioro w Manitobie w Kanadzie, na rzece Nelson. Maksymalna głębokość wynosi 28 m przy średniej głębokości 3,9 m. Powierzchnia (z wyłączeniem wysp) wynosi 26 100 ha. Długość linii brzegowej wynosi 940 km, z czego 411,6 km stanowi linia brzegowa wysp.
Jezioro przyjmuje wody rzek Nelson River (średni roczny przepływ 2150 m³/s), Burntwood River (90 m³/s przed Nelson River Hydroelectric Project, 849 m³/s po jego ukończeniu), Aiken River, Ripple River i Mistuska River. Wypływa z niego rzeka Nelson.
Nadbrzeżne miejscowości to Split Lake oraz York Landing.